# Distrito de Turpo
El Distrito de Turpo es uno de los 20 distritos de la Provincia de Andahuaylas  ubicada en el departamento de Apurímac, bajo la administración del Gobierno regional de Apurímac, en el sur del Perú.
Desde el punto de vista jerárquico de la Iglesia católica forma parte de la diócesis de Abancay la cual, a su vez, pertenece a la Arquidiócesis de Cusco.

## Historia
El distrito fue creado mediante Ley No.9686 del 11 de diciembre de 1942, durante el primer gobierno de Manuel Prado Ugarteche.OK

## Población
De acuerdo al último censo nacional, el distrito de Turpo tiene una población de 4 066 habitantes.

## Superficie
El distrito tiene un área de 121,67 km².

## Autoridades

### Municipales
- 2023-2026

Alcalde: Américo Berrocal Allcca, MOVIMIENTO REGIONAL HATARIY APURIMAC.
Regidores: Demetrio Yupanqui Uquiche, Graciela Flor Navarro Romero, Modesto Sotaya Aroni, Rosalinda Rojas Esperme, Beltran Osccorima Alhuay.
- 2019-2022

Alcalde: Reynaldo Palomino Alhuay
- 2015-2018

Alcalde: Fredy Herbas Aparco
- 2011-2014[3]
  - Alcalde: Amancio Chircca Rodas, del Movimiento de Integración Kechwa Apurímac.
  - Regidores: Rolando Gutiérrez Centeno (Kechwa), Eudes Berrocal Cabezas (Kechwa), Teodosio Bautista Castro (Kechwa), Maximiliana Cuevas Chircca (Kechwa), Gabriel Urquizo Palomino (Kallpa).
- 2007-2010
  - Alcalde: Antonio Beltrán Sánchez.

## Festividades
- Febrero: Carnavales.
- Julio 1: Niño Jesús de Turpo.
- Julio 28, 29 : Fiestas Patrias de Perú
- Noviembre 1: Todos los Santos.